# Sylvie Muratore
Sylvie Muratore (20 juli 1972) is een Belgisch politica voor de PS.

## Biografie
Muratore, dochter van een Italiaanse vader en een Belgische moeder, ging als opvoedster aan de slag in de jeugdhulp.
Bij de gemeenteraadsverkiezingen van oktober 2006 werd Muratore voor het eerst verkozen tot gemeenteraadslid van Colfontaine. Na de verkiezingen van oktober 2018 werd zij OCMW-voorzitter van de gemeente, een ambt dat ze bekleedde tot in januari 2025.
In juni 2024 was Muratore bij de Waalse verkiezingen tweede opvolger voor de PS in het arrondissement Bergen. Sinds januari 2025 zetelt ze effectief in het Waals Parlement en het Parlement van de Franse Gemeenschap ter vervanging van Nicolas Martin, die zich besloot toe te leggen op het burgemeesterschap in Bergen.